# Bekim Balaj
Bekim Balaj (Scutari, 11 gennaio 1991) è un calciatore albanese, attaccante del Vllaznia, di cui è capitano.

## Carriera

### Club
Cresciuto nelle giovanili della squadra albanese del Vllaznia, nelle quali ha militato dal 2002 fino al 2009. Fa il suo debutto da calciatore professionista invece nella Kategoria Superiore sempre con la maglia del Vllaznia nel 2008. Con i rossoblu disputa anche le successive due stagioni nel campionato albanese, collezionando 53 presenze e segnando 13 gol, tra campionato, coppa nazionale ed Europa League.
Il 1º luglio 2010 viene acquistato dal Gençlerbirliği, squadra della massima serie turca, per una cifra vicina ai 300.000 euro. In Turchia però nei suoi primi 6 mesi colleziona solo una presenza in campionato ed una presenza in Coppa di Turchia, e così non avendo avuto molto spazio decide di andarsene per giocare con più continuità. Il 1º gennaio 2011 quindi ritorna a giocare in Albania, in una delle 3 squadre della capitale, il Tirana, che lo acquista a titolo definitivo. Qui in una stagione e mezza colleziona 60 presenze e 25 gol tra campionato, coppe nazionali ed Europa League.
Il 25 luglio 2012 viene acquistato a titolo definitivo per 70.000 euro dallo Sparta Praga. Alla fine della stagione 2012-2013 conta 20 presenze e 4 gol, che però non basteranno per la riconferma in squadra visto che la società decide di cederlo in prestito la stagione successiva. L'8 luglio 2013 viene ceduto in prestito oneroso per 50.000 euro per un anno allo Jagiellonia, squadra della massima serie polacca. Conclude la stagione con 37 presenze e 9 gol messi a segno tra campionato e coppa nazionale.
Terminato il prestito ritorna allo Sparta Praga, che successivamente l'11 luglio 2014 decide di cederlo a titolo definitivo allo Slavia Praga, squadra con la quale firma un contratto triennale con scadenza il 30 giugno 2017. Dopo soli 6 mesi con la maglia dello Slavia Praga, con 13 presenze e 3 gol, l'11 gennaio 2015 viene acquistato a titolo definitivo dalla squadra croata del Rijeka per una cifra vicina ai 550.000 euro per l'intero cartellino, sottoscrivendo un contratto di 2 anni e mezzo con scadenza il 30 giugno 2017.
Il 1º luglio 2016 passa per 2 milioni di euro alla squadra russa dell'Achmat Groznyj, con cui firma un contratto triennale con scadenza il 30 giugno 2019.
Il 26 luglio 2019 firma per il club austriaco dello Sturm Graz.
Il 21 luglio 2021 ritorna nella massima divisione russa, firmando con la squadra neopromossa del Nižnij Novgorod, con cui firma un contratto annuale con scadenza il 30 giugno 2022.

### Nazionale
Fa il suo debutto con la maglia della nazionale maggiore il 14 novembre 2012 nell'amichevole contro il Camerun, subentrando in campo al 78', partita poi finita col risultato di 0-0.
Il 7 settembre 2014 segna il suo primo gol con la nazionale maggiore nella partita valida per le qualificazioni agli Europei del 2016, segnando allo stadio di Aveiro, contro il Portogallo, la rete che ha permesso all'Albania di vincere per 0-1.
Viene convocato per gli Europei 2016 in Francia.

## Statistiche

### Presenze e reti nei club
Statistiche aggiornate al 24 luglio 2025.
| Stagione              | Squadra               | Campionato            | Campionato | Campionato | Coppe nazionali | Coppe nazionali | Coppe nazionali | Coppe continentali | Coppe continentali | Coppe continentali | Altre coppe | Altre coppe | Altre coppe | Totale | Totale |
| Stagione              | Squadra               | Comp                  | Pres       | Reti       | Comp            | Pres            | Reti            | Comp               | Pres               | Reti               | Comp        | Pres        | Reti        | Pres   | Reti   |
| --------------------- | --------------------- | --------------------- | ---------- | ---------- | --------------- | --------------- | --------------- | ------------------ | ------------------ | ------------------ | ----------- | ----------- | ----------- | ------ | ------ |
| 2007-2008             | Vllaznia              | KS                    | 1          | 0          | CA              | 0               | 0               | -                  | -                  | -                  | -           | -           | -           | 1      | 0      |
| 2008-2009             | Vllaznia              | KS                    | 7          | 0          | CA              | 5               | 1               | -                  | -                  | -                  | -           | -           | -           | 12     | 1      |
| 2009-2010             | Vllaznia              | KS                    | 30         | 9          | CA              | 6               | 3               | UEL                | 4                  | 0                  | -           | -           | -           | 40     | 12     |
| 2010-gen. 2011        | Gençlerbirliği        | SL                    | 1          | 0          | CT              | 1               | 0               | -                  | -                  | -                  | -           | -           | -           | 2      | 0      |
| gen.-giu. 2011        | Tirana                | KS                    | 13         | 2          | CA              | 4               | 1               | -                  | -                  | -                  | -           | -           | -           | 17     | 3      |
| 2011-2012             | Tirana                | KS                    | 24         | 13         | CA              | 14              | 8               | UEL                | 2                  | 0                  | SA          | 1           | 1           | 41     | 22     |
| lug.-ago. 2012        | Tirana                | KS                    | 0          | 0          | CA              | 0               | 0               | UEL                | 2                  | 0                  | -           | -           | -           | 2      | 0      |
| Totale Tirana         | Totale Tirana         | Totale Tirana         | 37         | 15         |                 | 18              | 9               |                    | 4                  | 0                  |             | 1           | 1           | 60     | 25     |
| 2012-2013             | Sparta Praga          | 1L                    | 12         | 3          | CR              | 3               | 0               | UEL                | 5                  | 1                  | -           | -           | -           | 20     | 4      |
| 2013-2014             | Jagiellonia           | EK                    | 31         | 7          | CP              | 6               | 2               | -                  | -                  | -                  | -           | -           | -           | 37     | 9      |
| 2014-gen. 2015        | Slavia Praga          | 1L                    | 13         | 3          | CR              | 1               | 0               | -                  | -                  | -                  | -           | -           | -           | 14     | 3      |
| gen.-giu. 2015        | Rijeka                | 1. HNL                | 15         | 9          | CC              | 3               | 1               | UEL                | -                  | -                  | SC          | -           | -           | 18     | 10     |
| 2015-2016             | Rijeka                | 1. HNL                | 31         | 9          | CC              | 4               | 1               | UEL                | 2                  | 0                  | -           | -           | -           | 37     | 10     |
| Totale Rijeka         | Totale Rijeka         | Totale Rijeka         | 46         | 18         |                 | 7               | 2               |                    | 2                  | 0                  |             | -           | -           | 55     | 20     |
| 2016-2017             | Achmat Groznyj        | PL                    | 26         | 9          | CR              | 1               | 0               | -                  | -                  | -                  | -           | -           | -           | 27     | 9      |
| 2017-2018             | Achmat Groznyj        | PL                    | 13         | 0          | CR              | 0               | 0               | -                  | -                  | -                  | -           | -           | -           | 13     | 0      |
| 2018-2019             | Achmat Groznyj        | PL                    | 22         | 3          | CR              | 2               | 1               | -                  | -                  | -                  | -           | -           | -           | 24     | 4      |
| Totale Achmat Groznyj | Totale Achmat Groznyj | Totale Achmat Groznyj | 61         | 12         |                 | 3               | 1               |                    | -                  | -                  |             | -           | -           | 64     | 13     |
| 2019-2020             | Sturm Graz            | BL                    | 28         | 6          | CA              | 3               | 1               | UEL                | -                  | -                  | -           | -           | -           | 31     | 7      |
| 2020-2021             | Sturm Graz            | BL                    | 29         | 3          | CA              | 4               | 4               | -                  | -                  | -                  | -           | -           | -           | 33     | 7      |
| Totale Sturm Graz     | Totale Sturm Graz     | Totale Sturm Graz     | 57         | 9          |                 | 7               | 5               |                    | 0                  | 0                  |             | -           | -           | 64     | 14     |
| 2021-gen. 2022        | Nižnij Novgorod       | PL                    | 15         | 0          | CR              | 0               | 0               | -                  | -                  | -                  | -           | -           | -           | 15     | 0      |
| gen.-giu. 2022        | Boluspor              | 1L                    | 14         | 4          | CT              | 0               | 0               | -                  | -                  | -                  | -           | -           | -           | 14     | 4      |
| 2022-gen. 2023        | Keçiörengücü          | 1L                    | 14         | 1          | CT              | 2               | 2               | -                  | -                  | -                  | -           | -           | -           | 16     | 3      |
| gen.-giu. 2023        | Vllaznia              | KS                    | 20         | 3          | CA              | 5               | 0               | UECL               | -                  | -                  | SA          | -           | -           | 25     | 3      |
| 2023-2024             | Vllaznia              | KS                    | 34+2       | 17+1       | CA              | 5               | 3               | UECL               | 2                  | 1                  | -           | -           | -           | 43     | 22     |
| 2024-2025             | Vllaznia              | KS                    | 34+2       | 17+2       | CA              | 4               | 1               | UECL               | 2                  | 0                  | -           | -           | -           | 42     | 20     |
| 2025-2026             | Vllaznia              | KS                    | 0          | 0          | CA              | 0               | 0               | UECL               | 4                  | 2                  | -           | -           | -           | 4      | 2      |
| Totale Vllaznia       | Totale Vllaznia       | Totale Vllaznia       | 126+4      | 46+3       |                 | 25              | 8               |                    | 12                 | 3                  |             | 0           | 0           | 167    | 60     |
| Totale carriera       | Totale carriera       | Totale carriera       | 427+4      | 118+3      |                 | 73              | 29              |                    | 23                 | 4                  |             | 1           | 1           | 528    | 155    |

### Cronologia presenze e reti in nazionale
| Cronologia completa delle presenze e delle reti in nazionale ― Albania | Cronologia completa delle presenze e delle reti in nazionale ― Albania | Cronologia completa delle presenze e delle reti in nazionale ― Albania | Cronologia completa delle presenze e delle reti in nazionale ― Albania | Cronologia completa delle presenze e delle reti in nazionale ― Albania | Cronologia completa delle presenze e delle reti in nazionale ― Albania | Cronologia completa delle presenze e delle reti in nazionale ― Albania | Cronologia completa delle presenze e delle reti in nazionale ― Albania |
| Data                                                                   | Città                                                                  | In casa                                                                | Risultato                                                              | Ospiti                                                                 | Competizione                                                           | Reti                                                                   | Note                                                                   |
| ---------------------------------------------------------------------- | ---------------------------------------------------------------------- | ---------------------------------------------------------------------- | ---------------------------------------------------------------------- | ---------------------------------------------------------------------- | ---------------------------------------------------------------------- | ---------------------------------------------------------------------- | ---------------------------------------------------------------------- |
| 14-11-2012                                                             | Lancy                                                                  | Albania                                                                | 0 – 0                                                                  | Camerun                                                                | Amichevole                                                             | -                                                                      | 78’                                                                    |
| 6-2-2013                                                               | Tirana                                                                 | Albania                                                                | 1 – 2                                                                  | Georgia                                                                | Amichevole                                                             | -                                                                      | 66’                                                                    |
| 15-10-2013                                                             | Strovolos                                                              | Cipro                                                                  | 0 – 0                                                                  | Albania                                                                | Qual. Mondiali 2014                                                    | -                                                                      | 87’                                                                    |
| 15-11-2013                                                             | Adalia                                                                 | Albania                                                                | 0 – 0                                                                  | Bielorussia                                                            | Amichevole                                                             | -                                                                      | 70’                                                                    |
| 7-9-2014                                                               | Aveiro                                                                 | Portogallo                                                             | 0 – 1                                                                  | Albania                                                                | Qual. Euro 2016                                                        | 1                                                                      | 82’                                                                    |
| 11-10-2014                                                             | Elbasan                                                                | Albania                                                                | 1 – 1                                                                  | Danimarca                                                              | Qual. Euro 2016                                                        | -                                                                      | 69’                                                                    |
| 14-10-2014                                                             | Belgrado                                                               | Serbia                                                                 | 0 – 3 tav                                                              | Albania                                                                | Qual. Euro 2016                                                        | -                                                                      |                                                                        |
| 14-11-2014                                                             | Rennes                                                                 | Francia                                                                | 1 – 1                                                                  | Albania                                                                | Amichevole                                                             | -                                                                      | 90+3’                                                                  |
| 18-11-2014                                                             | Genova                                                                 | Italia                                                                 | 1 – 0                                                                  | Albania                                                                | Amichevole                                                             | -                                                                      | 86’                                                                    |
| 13-6-2015                                                              | Elbasan                                                                | Albania                                                                | 1 – 0                                                                  | Francia                                                                | Amichevole                                                             | -                                                                      | 80’                                                                    |
| 7-9-2015                                                               | Elbasan                                                                | Albania                                                                | 0 – 1                                                                  | Portogallo                                                             | Qual. Euro 2016                                                        | -                                                                      | 86’                                                                    |
| 8-10-2015                                                              | Elbasan                                                                | Albania                                                                | 0 – 2                                                                  | Serbia                                                                 | Qual. Euro 2016                                                        | -                                                                      | 68’                                                                    |
| 26-3-2016                                                              | Vienna                                                                 | Austria                                                                | 2 – 1                                                                  | Albania                                                                | Amichevole                                                             | -                                                                      | 46’                                                                    |
| 29-5-2016                                                              | Hartberg                                                               | Albania                                                                | 3 – 1                                                                  | Qatar                                                                  | Amichevole                                                             | -                                                                      | 46’                                                                    |
| 3-6-2016                                                               | Bergamo                                                                | Albania                                                                | 1 – 3                                                                  | Ucraina                                                                | Amichevole                                                             | -                                                                      | 74’                                                                    |
| 19-6-2016                                                              | Lione                                                                  | Romania                                                                | 0 – 1                                                                  | Albania                                                                | Euro 2016 - 1º turno                                                   | -                                                                      | 59’                                                                    |
| 5-9-2016                                                               | Scutari                                                                | Albania                                                                | 2 – 1                                                                  | Macedonia                                                              | Qual. Mondiali 2018                                                    | 1                                                                      | 60’                                                                    |
| 6-10-2016                                                              | Vaduz                                                                  | Liechtenstein                                                          | 0 – 2                                                                  | Albania                                                                | Qual. Mondiali 2018                                                    | 1                                                                      |                                                                        |
| 9-10-2016                                                              | Scutari                                                                | Albania                                                                | 0 – 2                                                                  | Spagna                                                                 | Qual. Mondiali 2018                                                    | -                                                                      |                                                                        |
| 12-11-2016                                                             | Elbasan                                                                | Albania                                                                | 0 – 3                                                                  | Israele                                                                | Qual. Mondiali 2018                                                    | -                                                                      |                                                                        |
| 28-3-2017                                                              | Elbasan                                                                | Albania                                                                | 1 – 2                                                                  | Bosnia ed Erzegovina                                                   | Amichevole                                                             | 1                                                                      |                                                                        |
| 26-3-2018                                                              | Elbasan                                                                | Albania                                                                | 0 – 1                                                                  | Norvegia                                                               | Amichevole                                                             | -                                                                      | 46’                                                                    |
| 29-5-2018                                                              | Zurigo                                                                 | Albania                                                                | 0 – 3                                                                  | Kosovo                                                                 | Amichevole                                                             | -                                                                      | 68’                                                                    |
| 3-6-2018                                                               | Évian-les-Bains                                                        | Albania                                                                | 1 – 4                                                                  | Ucraina                                                                | Amichevole                                                             | -                                                                      | 46’                                                                    |
| 7-9-2018                                                               | Elbasan                                                                | Albania                                                                | 1 – 0                                                                  | Israele                                                                | UEFA Nations League 2018-2019 - 1º turno                               | -                                                                      | 46’                                                                    |
| 10-9-2018                                                              | Glasgow                                                                | Scozia                                                                 | 2 – 0                                                                  | Albania                                                                | UEFA Nations League 2018-2019 - 1º turno                               | -                                                                      |                                                                        |
| 10-10-2018                                                             | Elbasan                                                                | Albania                                                                | 0 – 0                                                                  | Giordania                                                              | Amichevole                                                             | -                                                                      | 46’                                                                    |
| 14-10-2018                                                             | Be'er Sheva                                                            | Israele                                                                | 2 – 0                                                                  | Albania                                                                | UEFA Nations League 2018-2019 - 1º turno                               | -                                                                      | 73’                                                                    |
| 17-11-2018                                                             | Scutari                                                                | Albania                                                                | 0 – 4                                                                  | Scozia                                                                 | UEFA Nations League 2018-2019 - 1º turno                               | -                                                                      | 62’                                                                    |
| 20-11-2018                                                             | Elbasan                                                                | Albania                                                                | 1 – 0                                                                  | Galles                                                                 | Amichevole                                                             | 1                                                                      |                                                                        |
| 22-3-2019                                                              | Scutari                                                                | Albania                                                                | 0 – 2                                                                  | Turchia                                                                | Qual. Euro 2020                                                        | -                                                                      | 58’                                                                    |
| 25-3-2019                                                              | Andorra la Vella                                                       | Andorra                                                                | 0 – 3                                                                  | Albania                                                                | Qual. Euro 2020                                                        | 1                                                                      | 70’                                                                    |
| 8-6-2019                                                               | Reykjavík                                                              | Islanda                                                                | 1 – 0                                                                  | Albania                                                                | Qual. Euro 2020                                                        | -                                                                      |                                                                        |
| 7-9-2019                                                               | Saint-Denis                                                            | Francia                                                                | 4 – 1                                                                  | Albania                                                                | Qual. Euro 2020                                                        | -                                                                      | 62’                                                                    |
| 11-10-2019                                                             | Istanbul                                                               | Turchia                                                                | 1 – 0                                                                  | Albania                                                                | Qual. Euro 2020                                                        | -                                                                      | 84’                                                                    |
| 14-11-2019                                                             | Elbasan                                                                | Albania                                                                | 2 – 2                                                                  | Andorra                                                                | Qual. Euro 2020                                                        | 1                                                                      | 90’                                                                    |
| 17-11-2019                                                             | Tirana                                                                 | Albania                                                                | 0 – 2                                                                  | Francia                                                                | Qual. Euro 2020                                                        | -                                                                      |                                                                        |
| 4-9-2020                                                               | Minsk                                                                  | Bielorussia                                                            | 0 – 2                                                                  | Albania                                                                | UEFA Nations League 2020-2021 - 1º turno                               | -                                                                      | 72’                                                                    |
| 11-11-2020                                                             | Elbasan                                                                | Albania                                                                | 2 – 1                                                                  | Kosovo                                                                 | Amichevole                                                             | 1                                                                      | 46’                                                                    |
| 15-11-2020                                                             | Tirana                                                                 | Albania                                                                | 3 – 1                                                                  | Kazakistan                                                             | UEFA Nations League 2020-2021 - 1º turno                               | -                                                                      | 86’                                                                    |
| 18-11-2020                                                             | Tirana                                                                 | Albania                                                                | 3 – 2                                                                  | Bielorussia                                                            | UEFA Nations League 2020-2021 - 1º turno                               | -                                                                      | 64’                                                                    |
| 5-6-2021                                                               | Cardiff                                                                | Galles                                                                 | 0 – 0                                                                  | Albania                                                                | Amichevole                                                             | -                                                                      | 60’                                                                    |
| 8-6-2021                                                               | Praga                                                                  | Rep. Ceca                                                              | 3 – 1                                                                  | Albania                                                                | Amichevole                                                             | -                                                                      | 81’                                                                    |
| 2-9-2021                                                               | Varsavia                                                               | Polonia                                                                | 4 – 1                                                                  | Albania                                                                | Qual. Mondiali 2022                                                    | -                                                                      | 68’                                                                    |
| 5-9-2021                                                               | Elbasan                                                                | Albania                                                                | 1 – 0                                                                  | Ungheria                                                               | Qual. Mondiali 2022                                                    | -                                                                      | 78’                                                                    |
| 6-6-2022                                                               | Reykjavík                                                              | Islanda                                                                | 1 – 1                                                                  | Albania                                                                | UEFA Nations League 2022-2023 - 1º turno                               | -                                                                      | 73’                                                                    |
| 10-6-2022                                                              | Tirana                                                                 | Albania                                                                | 1 – 2                                                                  | Israele                                                                | UEFA Nations League 2022-2023 - 1º turno                               | -                                                                      | 84’                                                                    |
| 26-10-2022                                                             | Abu Dhabi                                                              | Arabia Saudita                                                         | 1 – 1                                                                  | Albania                                                                | Amichevole                                                             | 1                                                                      | 46’ 78’                                                                |
| Totale                                                                 |                                                                        | Presenze (24º posto)                                                   | 48                                                                     |                                                                        | Reti (10º posto)                                                       | 9                                                                      |                                                                        |

## Palmarès

### Club

#### Competizioni nazionali
- Coppa d'Albania: 2

Vllaznia: 2007-2008
Tirana: 2011-2012
- Supercoppa d'Albania: 1

Tirana: 2011

### Individuale
- Capocannoniere del campionato albanese: 2

2023-2024 (18 reti), 2024-2025 (19 reti)